# Cipresasti mleček
Cipresasti mleček tudi garjavi mleček (znanstveno ime Euphorbia cyparissias) je zelnata trajnica z močno razraslo koreniko iz katere zraste po več do 0.5 m visokih stebel, ki so gosto olistana. Vsi deli rastline vsebujejo za mlečke značilen bel sok - mleček, ki je strupen. 
Uspeva v srednji, južni in vzhodni Evropi, zahodni Sibiriji in Severni Ameriki. Najdemo ga na pašnikih, v kamnitih gozdovih, gozdnih obronkih, ...

## Opis rastline
Rumenozeleni cvetovi so enospolni, združeni v ciatije. Ciatij je sestavljen iz enega pecljatega ženskega cveta, ki je brez cvetnega odevala, obdaja pa ga 5 skupin moških cvetov (več moških cvetov ima 1 prašnik). Cvetove obdaja čašast ovoj ciatija, ki ima na robu nameščene medovne žleze. Pri dnu ciatija so podporni listi. Posamezni ciatiji so združeni v pakobulasta socvetja.
Steblo je pokončno. Listi so ozko suličasti, svetlo do temnozelene barve. Široki so 2–3 mm ali še ožji, brez prilistov, premenjalni.  
Plodovi so pokovci, ki razpadejo v 3 plodiče.

### Učinkovine
Vsa rastlina je strupena zaradi mlečka, v katerem je lakton euforbon, nekaj smole, kavčuk in  euforbin. V zelišču so še čreslovine in holin, v cvetu luteolin, v semenu pa maščobe.
Euforbon je grenkega okusa. Lokalno povzroča na koži vnetje z mehurji in nekrozami (odmiranjem tkiva). Če pride mleček v oči, nastanejo huda vnetja. Uživanje mlečka povzroča bolečine v črevesju, drisko itd., znani so tudi smrtni primeri.

### Zdravilne lastnosti
V ljudski medicini so ga pogosto uporabljali za odstranjevanje bradavic, čeprav je učinek dvomljiv. Pripravek se uporablja za zdravljenje kožnih bolezni, predvsem aken in šena, luskavice.

## Zajedavci
Cipresasti mleček, okužen z glivo Uromyces pisi-sativi, je cipresastemu mlečku malo podoben. Gliva prepreči nastanek cvetov in ga tako sterilizira. Na vrhu stebla se razvijejo le rumenkasti pacvetovi, brez pestiča in prašnikov. Spremenjeni so tudi listi. Namesto številnih ozkih listov ima okužena rastlina manj listov, ki so širši, na spodnji strani listne ploskve pa so razmnoževalni organi glive.

## Galerija
- Pakobulasto socvetje
- Ko ciatiji odcvetijo, se podporni listi pogosto obarvajo rdeče.
- Zajedavska gliva Uromyces pisi-sativi